# Hôtel de ville de Bagnolet
L'Hôtel de Ville de Bagnolet, ville française du département de la Seine-Saint-Denis en région Île-de-France, a été construit en 1881. Il est situé place Salvador Allende, face à la rue Raoul-Berton.

## Description

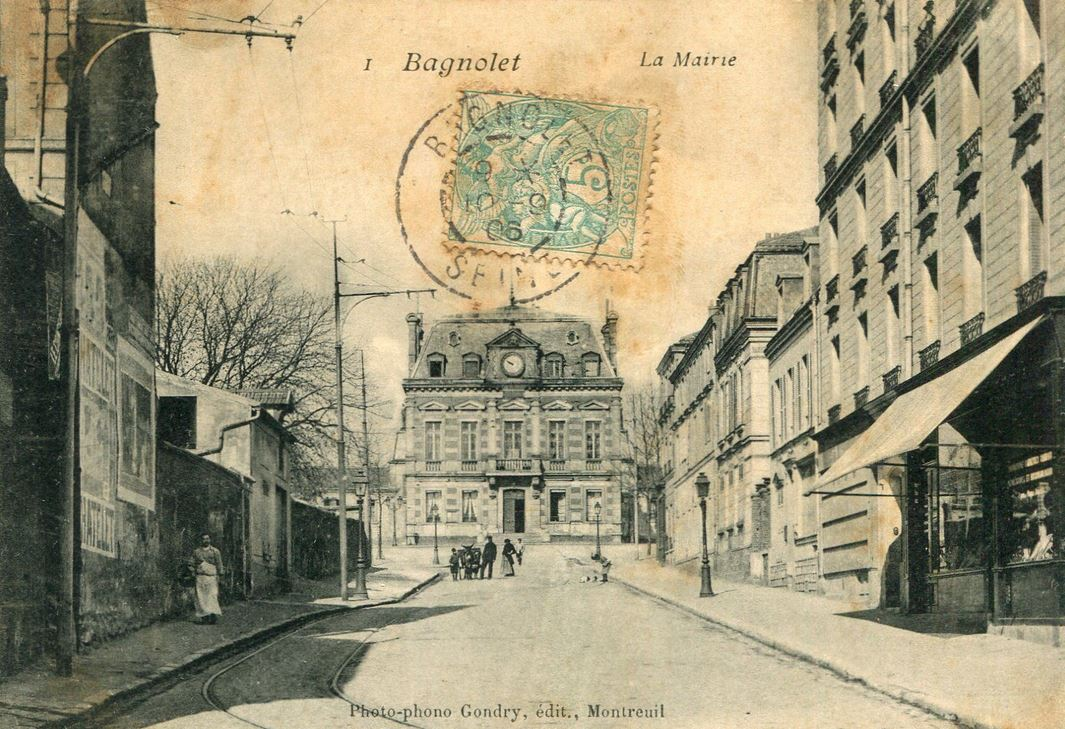
Vue de la rue Raoul-Berton.

Ce bâtiment en brique et pierre comporte cinq axes de fenêtres, l' axe central étant dominé par une magnifique structure à horloge et pignon triangulaire . Le portail est accessible par cinq marches, au-dessus desquelles se trouve un balcon pour les événements devant la mairie.
La salle des mariages est située au premier étage et est décorée de boiseries.

## Historique

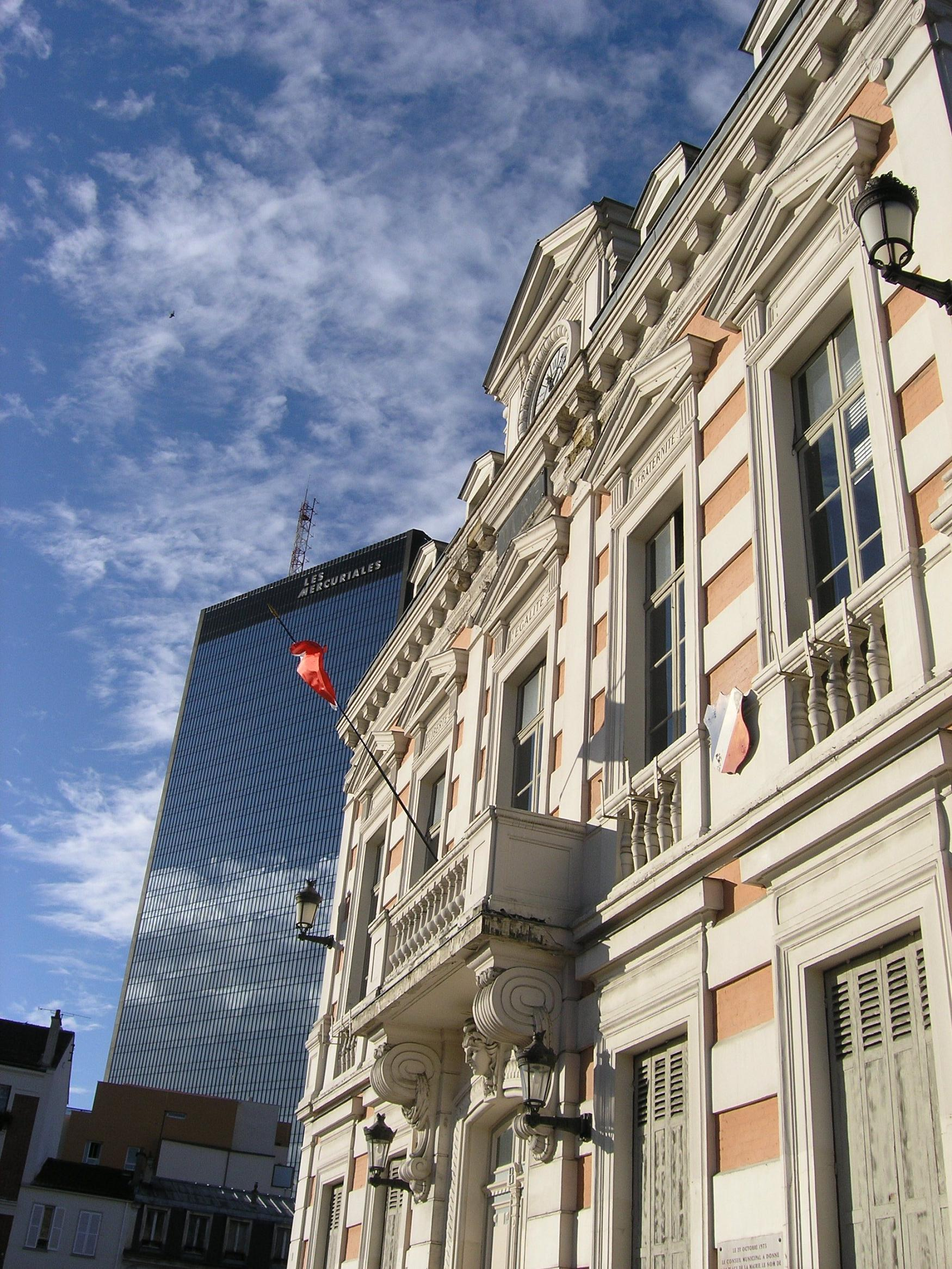
Hôtel de Ville à Bagnolet.

Pendant fort longtemps, le siège de la mairie se trouvait au domicile du maire. Elle fut ensuite installée dans une maison située rue Sadi-Carnot. C'est en 1870 que furent approuvés les plans d'un nouvel édifice, projet interrompu par la guerre et repris en 1972. La construction, entreprise par l'architecte C.Monière et l'entrepreneur Rueff, fut achevée en 1881.
En 2013, un nouveau bâtiment lui est adjoint.

## Mobilier
Le peintre Pierre Louis Léger Vauthier a exécuté pour la mairie, une série de peintures dont les esquisses se trouvent au Musée des Beaux-Arts de la Ville de Paris.

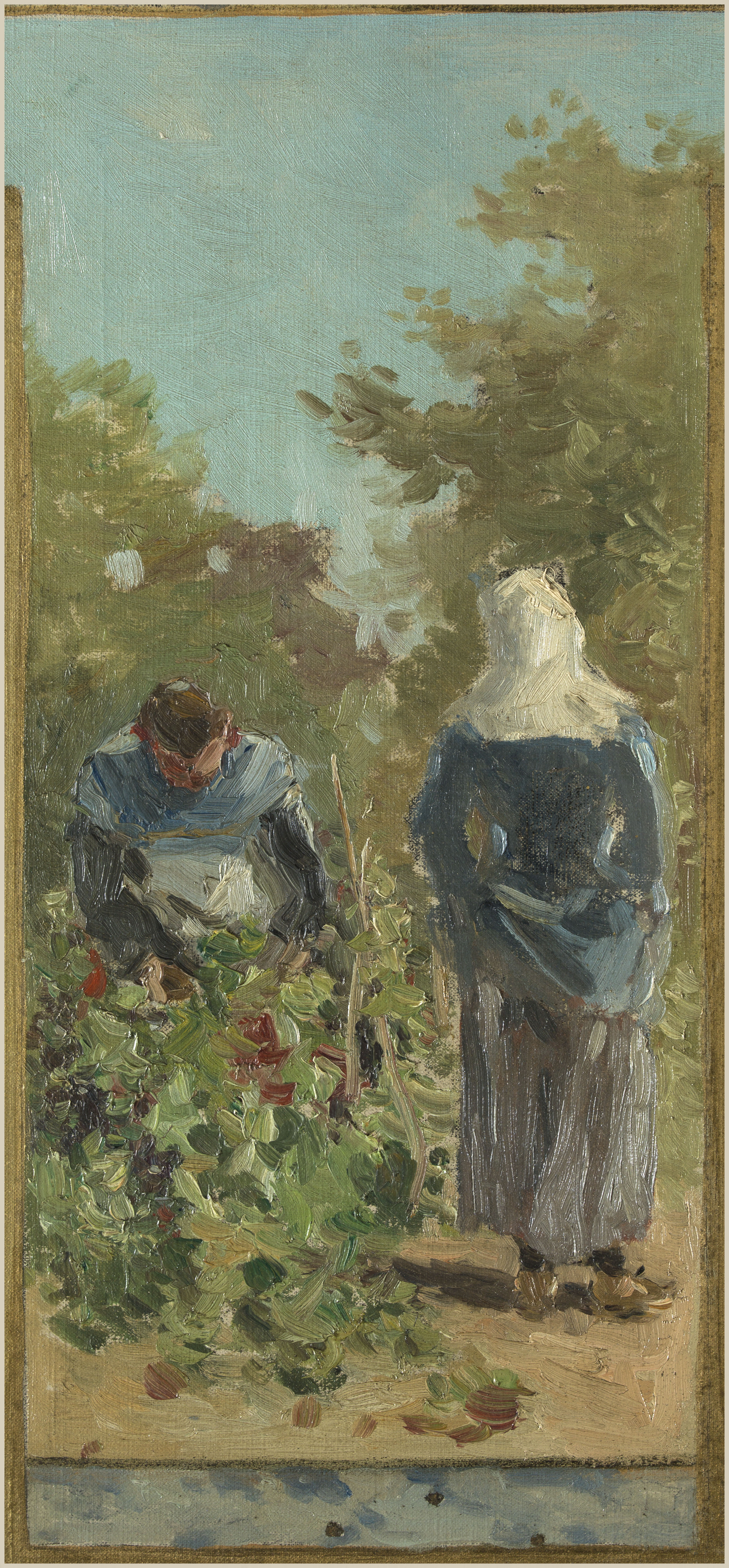
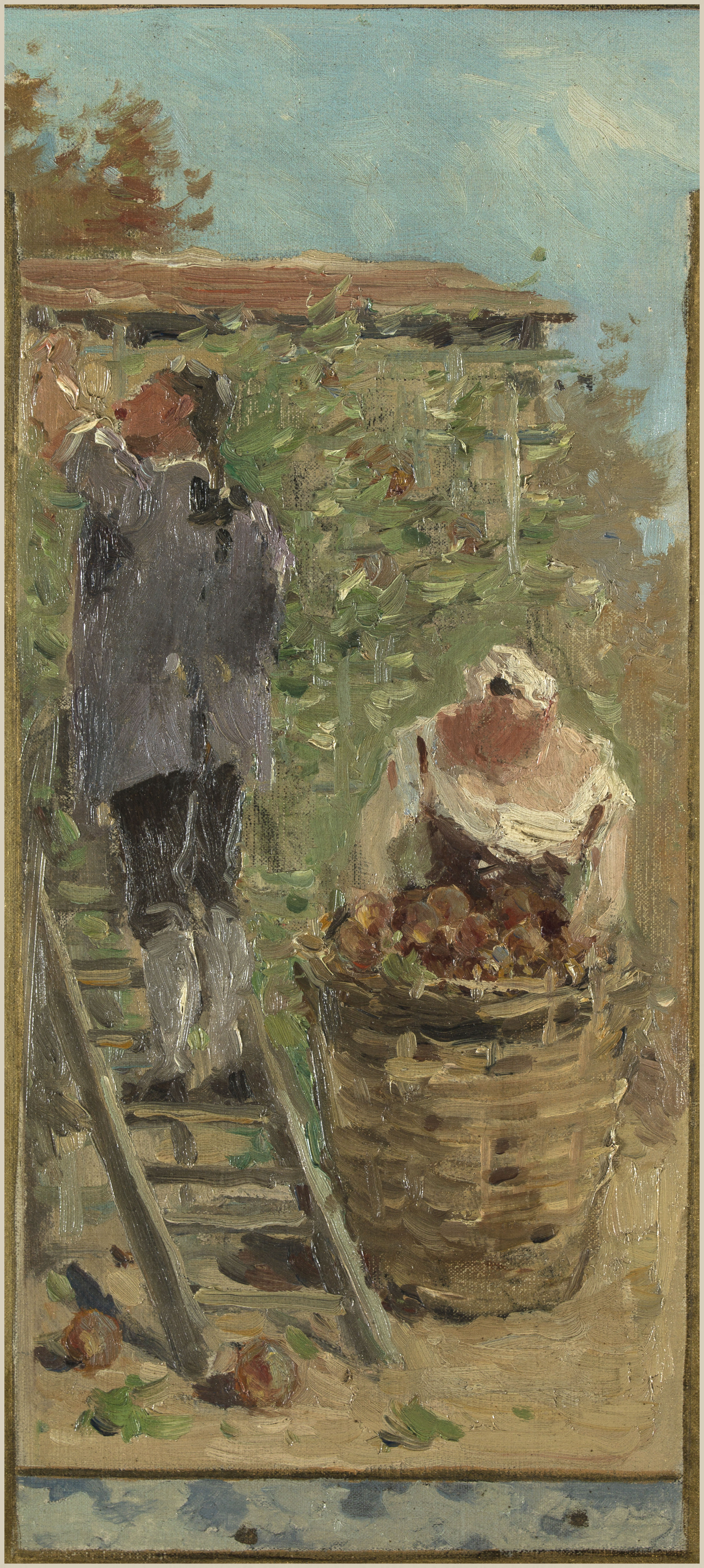

Les cultures de Bagnolet.

Pareillement, le peintre Henri Rachou a créé en 1893 un ensemble d'esquisses évoquant les saisons.